# Kacsóta
Kacsóta es un pueblo ubicado en el distrito de Szentlőrinc, en el condado de Baranya, Hungría.

## Superficie
Posee una superficie de 9,510 kilómetros cuadrados.

## Demografía
Hasta 2019 la población era de 252 habitantes, con una densidad de población de 26,50 habitantes por kilómetro cuadrado.